# Jules Barthélemy-Saint-Hilaire
Jules Barthélemy-Saint-Hilaire (Parigi, 19 agosto 1805 – Parigi, 24 novembre 1895) è stato un filosofo, giornalista e politico francese.

## Biografia
Jules Barthélémy Saint-Hilaire era un figlio illegittimo di genitori che rimangono sconosciuti. Corsero a quel tempo voci che il padre fosse Napoleone I ma di questo non esiste alcuna prova seria.
Egli compì i suoi studi al liceo Louis-le-Grand e poi al collège Bourbon. Entrato al Ministero francese delle Finanze nel 1825, passò poi al giornalismo. Collaborò al  Globe (1826 – 1830), al Courrier français (1831 – 1834), al Constitutionnel e a Le National. Fu un oppositore della politica conservatrice di Carlo X.
Dopo 1833, rinunciò alla politica per consacrarsi alla storia della filosofia antica e intraprese una traduzione delle opere di Aristotele che lo impegnò per gran parte della sua vita (1837 – 1892). Ne ricavò una certa reputazione che gli permise di ottenere nel 1838 una cattedra di filosofia antica al Collège de France e nel 1839 un seggio all'Académie des sciences morales et politiques.
Dopo la Rivoluzione francese del 1848 fu eletto deputato repubblicano nel dipartimento di Seine-et-Oise, ma dovette ritirarsi dopo il colpo di Stato di Luigi Napoleone nel 1851.
Nel 1855 divenne membro della commissione internazionale incaricata di studiare il progetto di Ferdinand de Lesseps per il taglio dell'istmo di Suez in Egitto. Gli articoli da lui pubblicati in proposito contribuirono molto a rendere popolare questo progetto in Francia. 
Eletto deputato nel 1869, si unì all'opposizione all'Impero e, nel 1871, contribuì all'elezione di Adolphe Thiers, lavorando come suo segretario. Nominato senatore a vita nel 1875, si schierò fra i repubblicani moderati e dal 23 settembre 1880 al 14 novembre 1881 fu Ministro degli Affari Esteri sotto il governo di Jules Ferry. L'avvenimento più importante del periodo della sua amministrazione fu l'annessione di Tunisi sotto forma di protettorato francese, da lui caldamente promossa.
Oltre alla traduzione di Aristotele e vari studi sul medesimo argomento, lasciò numerose opere.

## Opere

### Originali

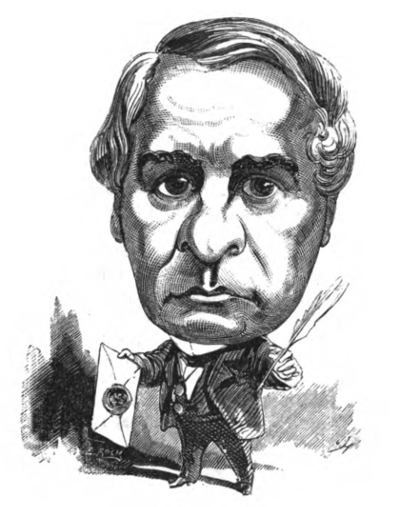
Ritratto comparso nel 1873 su Le Trombinoscope

- De la Logique d'Aristote, Parigi, Ladrange, 1838
- Ouverture du cours de philosophie grecque et latine, Parigi, H. Fournier, 1838
- De l'École d'Alexandrie : rapport à l'Académie des sciences morales et politiques, précédé d'un Essai sur la méthode des Alexandrins et le mysticisme. L'ouvrage contient en complément une traduction des morceaux choisis de Plotin, Parigi, Ladrange, 1845
- De la vraie Démocratie, Parigi, Pagnerre, 1849
- Des Védas, Paris: B. Duprat, 1854. Testo in linea[collegamento interrotto]
- Rapport concernant les mémoires envoyés pour concourir au prix de philosophie : proposé en 1848 et à décerner en 1853, sur la comparaison de la philosophie morale et politique de Platon et d'Aristote avec les doctrines des plus grands philosophes modernes sur les mêmes matières, au nom de la section de philosophie. Discours lu à l'Académie des sciences morales et politiques, dans la séance du 14 mai 1853, Parigi, Firmin Didot, 1854
- Du Bouddhisme, Parigi, B. Duprat, 1855. Testo in linea[collegamento interrotto]
- Lettres sur L'Égypte, Parigi, Michel Lévy frères, 1856. Testo in linea[collegamento interrotto]
- Le Bouddha et sa religion, Parigi, Didier, 1860
- Rapport fait au nom de la section de philosophie sur le concours relatif à la question du Beau, Parigi, Firmin Didot, 1862
- Mahomet et le Coran : précédé d'une Introduction sur les devoirs mutuels de la philosophie et de la religion. Le livre connaît un second tirage la même année, Parigi, Didier, 1865
- Du Bouddhisme et de sa littérature à Ceylan et en Birmanie, Amburgo, 1866. Riedizione: Éditions Bélénos, 2002, ISBN 2-9806911-0-0
- De la Métaphysique : Introduction à la métaphysique d'Aristote, Parigi, Germer Baillière, 1879
- Le Christianisme et le bouddhisme : trois lettres adressées à M. l'abbé Deschamps, la 1èr à l'occasion d'une publication de M. Deschamps, ayant pour titre Le Bouddhisme et l'apologétique chrétienne ; la 2ème en réponse à l'envoi d'une étude biblique du même auteur ayant pour titre La Découverte du livre de la loi et la théorie du coup d'état d'après les derniers travaux ; la 3ème qui confirme les deux précédentes et en autorise la publication, Parigi, Ernest Laroux, 1880. Testo in linea[collegamento interrotto]
- L'Inde anglaise, son état actuel, son avenir : précédé d'une introduction sur l'Angleterre et la Russie, Amburgo, 1887
- La Philosophie dans ses rapports avec les sciences et la religion, Parigi, F. Alcan, « Bibliothèque de philosophie contemporaine », 1889. Testo in linea[collegamento interrotto]
- Étude sur François Bacon : suivie du Rapport à l'Académie des sciences morales et politiques, sur le concours ouvert pour le prix Bordin, Parigi, F. Alcan, 1890
- Aristote et l'histoire de la Constitution athénienne, Paris: Administration des deux revues, 1891. Testo in linea[collegamento interrotto]
- M. Victor Cousin, sa vie et sa correspondance, Parigi, Hachette, 1892. Testo in linea[collegamento interrotto]
- Traduction générale d'Aristote. Table alphabétique des matières, Parigi, F. Alcan, 1892. Texte en ligne
- Socrate et Platon, ou le Platonisme, Chartres, Durand, 1896

### Traduzioni
- Pensées de Marc-Aurèle, Paris: G. Baillière, 1876. Testo in linea[collegamento interrotto]
- Physique d'Aristote ou Leçons sur les principes généraux de la nature, Parigi, Ladrange: A. Durand, 2 volumes, 1862. Testo in linea 1[collegamento interrotto] 2[collegamento interrotto]
- Politique d'Aristote, Parigi, Ladrange, 1874. Testo in linea[collegamento interrotto]

### Articoli
- « Collège de France – de la Renaissance du Péripatétisme », Revue des Deux Mondes, tome 13, janvier-mars 1838 Testo su Wikisource francese